# Gmina Rochester (Iowa)

Położenie Gminy Rochester w hrabstwie Cedar

Gmina Rochester (ang. Rochester Township) – gmina w USA, w stanie Iowa, w hrabstwie Cedar. Według danych z 2000 roku gmina miała 603 mieszkańców, a jej powierzchnia wynosi 70,02 km².